# Faruk Šehić

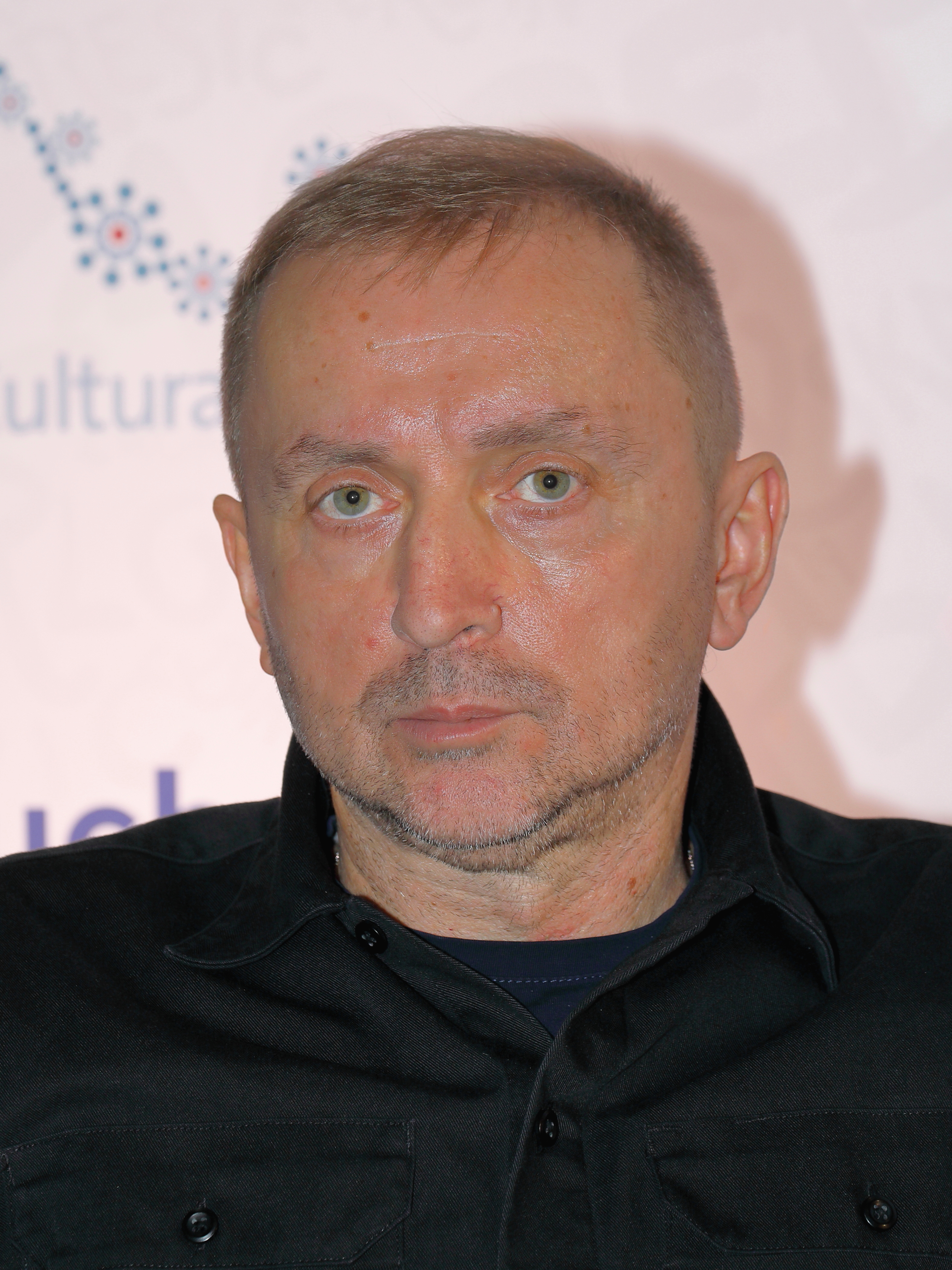
Faruk Sehic

Faruk Šehić, född 1970 i Bihac, Bosnien och Hercegovina men uppvuxen i Bosanska Krupa i dåvarande Jugoslavien, är en bosnisk författare.
Šehić har varit aktiv som författare sedan 1998. Innan dess deltog han i kriget på Bosnien och Hercegovinas sida, varpå han studerade litteratur. Han har ansetts som en av regionens mest talangfulla författare av den yngre generationen.
Han mottog Europeiska unionens litteraturpris 2013 för romanen Knjiga o Uni (Unas bok) från 2011.